# British Academy Television Award per il miglior attore non protagonista
Il British Academy Television Award per il miglior attore non protagonista (British Academy Television Award for Best Supporting Actor) è un premio annuale nell'ambito del British Academy Television Awards, assegnato dal 2010 ad attori presenti nell'ambito delle produzioni televisive del Regno Unito.

## Vincitori

### Anni 2010
- 2010
  - Matthew Macfadyen per Criminal Justice
  - Benedict Cumberbatch per Small Island
  - Tom Hollander per Gracie!
  - Gary Lewis per Mo
- 2011
  - Martin Freeman per Sherlock
  - Brendan Coyle per Downton Abbey
  - Johnny Harris per This Is England '86
  - Robert Sheehan per Misfits
- 2012
  - Andrew Scott per Sherlock
  - Martin Freeman per Sherlock
  - Joseph Mawle per Birdsong
  - Stephen Rea per The Shadow Line
- 2013
  - Simon Russell Beale per Henry IV, Part I and Part II
  - Peter Capaldi per The Hour
  - Stephen Graham per Accused
  - Harry Lloyd per The Fear
- 2014
  - David Bradley per Broadchurch
  - Jerome Flynn per Ripper Street
  - Nico Mirallegro per The Village
  - Rory Kinnear per Southcliffe
- 2015
  - Stephen Rea per The Honourable Woman
  - Adeel Akhtar per Utopia
  - James Norton per Happy Valley
  - Ken Stott per The Missing
- 2016
  - Tom Courtenay per Unforgotten
  - Anton Lesser per Wolf Hall
  - Ian McKellen per The Dresser
  - Cyril Nri per Cucumber
- 2017
  - Tom Hollander per The Night Manager
  - Daniel Mays per Line of Duty
  - Jared Harris per The Crown
  - John Lithgow per The Crown
- 2018
  - Brían F. O'Byrne per Little Boy Blue
  - Adrian Dunbar per Line of Duty
  - Anupam Kher per The Boy with the Top Knot
  - Jimmi Simpson per USS Callister
- 2019
  - Ben Whishaw per A Very English Scandal
  - Kim Bodnia, Killing Eve
  - Stephen Graham, Save Me
  - Alex Jennings, Unforgotten

### Anni 2020
- 2020
  - Will Sharpe per Giri / Haji - Dovere / Vergogna
  - Joe Absolom, A Confession
  - Josh O'Connor, The Crown
  - Stellan Skarsgård, Chernobyl
- 2021
  - Malachi Kirby per Small Axe: Mangrove
  - Kunal Nayyar, Criminal: Regno Unito
  - Tobias Menzies, The Crown
  - Michael Sheen, Quiz
  - Rupert Everett, Adult Material
  - Micheal Ward, Small Axe: Lovers Rock
- 2022
  - Matthew Macfadyen, Succession
  - Callum Scott Howells, It's a Sin
  - Omari Douglas, It's a Sin
  - David Carlyle, It's a Sin
  - Nonso Anozie, Sweet Tooth
  - Stephen Graham, Time
- 2023
  - Adeel Akhtar, Sherwood
  - Samuel Bottomley, Somewhere Boy
  - Josh Finan, The Responder
  - Salim Daw, The Crown
  - Jack Lowden, Slow Horses
  - Will Sharpe, The White Lotus